# Стар Вали
Стар Вали (на английски: Star Valley) е град в окръг Хила, щата Аризона, САЩ. Стар Вали е с население от 1974 жители (2007) и обща площ от 16,5 km². Намира се на m надморска височина.